# Laburrus confusus
Laburrus confusus är en insektsart som beskrevs av Vilbaste 1980. Laburrus confusus ingår i släktet Laburrus och familjen dvärgstritar. Inga underarter finns listade i Catalogue of Life.